# Lupercilla
Lupercilla (Roma, 225 o 226 – Roma, 233) fu una bambina cristiana, venerata come santa e martire dalla Chiesa cattolica.

## Biografia
Lupercilla, una martire romana, che fa parte di quella schiera di martiri che vengono denominati "corpi santi" o "martiri delle catacombe".
Spesso per questi corpi di cui non si conosce nulla, tranne il nome, si ricostruisce una presunta o fantastica vita. La memoria liturgica ricorre il 14 luglio; a Crodo, la celebrazione avviene la seconda domenica di luglio.
In questo caso si dice che Lupercilla facesse parte della famiglia cristiana del console Pammachio, composta da 42 persone, che subì il martirio nel 233, sotto l'imperatore Alessandro Severo.
Dall'analisi delle ossa, si può dedurre che Lupercilla era una bambina di circa 7 o 8 anni.

## Culto
Ha riposato nelle catacombe di Roma di San Callisto sulla Via Appia fino al 1819, quando le sue spoglie furono traslate e deposte nella Chiesa Parrocchiale di Santo Stefano di Crodo (VB).
Da quell'anno, la seconda domenica di luglio, i crodesi festeggiano la compatrona Santa Lupercilla.